# Il canto del cigno (Čechov)
(Vasilij Vasil'ič Svetlovidov)
Il canto del cigno (sottotitolo: Calcante) è un atto unico del 1887 scritto da Anton Čechov a 26 anni.
Protagonisti di questo piccolo capolavoro di poche pagine sono Vasilij Vasil'ič Svetlovidov, un vecchio attore con un'importante carriera alle spalle, e Nikita Ivanyč, il suo anziano suggeritore.

## Trama
Svetlovidov, una notte, dopo lo spettacolo nel quale ha interpretato Calcante nell'opera buffa di Henri Meilhac e Ludovic Halévy La bella Elena, musicata da Jacques Offenbach, si addormenta ubriaco in camerino e, dimenticato da tutti, si risveglia spaventato e solo. Le porte sono sbarrate dall'esterno, così Svetlovidov, vagando smarrito in cerca di aiuto, scopre che il suo suggeritore, non sapendo più dove andare a dormire, abita in uno dei camerini del teatro. 
Questo incontro inatteso sarà l'occasione per i due veterani del palcoscenico, di rievocare la gloriosa carriera di Svetlovidov ormai vecchio e malato e “…con l'anima fredda e buia come una cantina”. 
L'attore recita infine i suoi "cavalli di battaglia" trasformandosi in Boris Godunov, Otello, Re Lear, Amleto… In una struggente e appassionata interpretazione che sembra essere il suo doloroso “canto del cigno”.

## Personaggi
Il personaggio di Svetlovidov  è considerato in tutto il mondo una “prova d'attore” per un anziano "mattatore". Celebri sono le grandi interpretazioni di John Gielgud (nell'omonimo film di Kenneth Branagh) e, in Italia, quelle di Memo Benassi, Glauco Mauri, Mario Scaccia.
Il primo attore che interpretò questo ruolo fu Vladimir Nikolaevič Davydov (nel 1888 nel Teatro Kors di Mosca).